# Grand Prix Hassan II 2015
Il Grand Prix Hassan II 2015 è stato un torneo di tennis giocato sulla terra rossa. È stata la 31ª edizione del Grand Prix Hassan II, che fa parte della categoria ATP World Tour 250 series nell'ambito dell'ATP World Tour 2015. Si è giocato presso il Complexe Al Amal di Casablanca in Marocco, dal 6 al 12 aprile 2015.

## Partecipanti

### Teste di serie
| Nazionalità | Giocatore              | Ranking | Testa di serie* |
| ----------- | ---------------------- | ------- | --------------- |
| Spagna      | Guillermo García López | 25      | 1               |
| Slovacchia  | Martin Kližan          | 41      | 2               |
| Rep. Ceca   | Jiří Veselý            | 48      | 3               |
| Spagna      | Marcel Granollers      | 50      | 4               |
| Spagna      | Pablo Carreño Busta    | 54      | 5               |
| Austria     | Andreas Haider-Maurer  | 56      | 6               |
| Kazakistan  | Michail Kukuškin       | 57      | 7               |
| Argentina   | Diego Schwartzman      | 61      | 8               |

* Ranking del 23 marzo 2015.

### Altri partecipanti
I seguenti giocatori hanno ricevuto una wild-card per il tabellone principale:
- Nicolás Almagro
- Yassine Idmbarek
- Lamine Ouahab

I seguenti giocatori sono entrati nel tabellone principale passando dalle qualificazioni:

- Aljaž Bedene
- Tarō Daniel
- Arthur De Greef
- Paul-Henri Mathieu

## Campioni

### Singolare maschile
Martin Kližan ha sconfitto in finale  Daniel Gimeno Traver per 6-2, 6-2.
- È il terzo titolo in carriera per Kližan, il primo del 2015.

### Doppio maschile
Rameez Junaid /  Adil Shamasdin hanno sconfitto in finale  Rohan Bopanna /  Florin Mergea per 3–6, 6–2, [10–7].